# Le Samyn 2006
La Le Samyn 2006, trentottesima edizione della corsa, valida come evento del circuito UCI Europe Tour 2006 categoria 1.1, fu disputata il 1º marzo 2006 per un percorso di 191,9 km. Fu vinta dal francese Renaud Dion, al traguardo in 4h39'03" alla media di 41,261 km/h.
Dei 147 ciclisti alla partenza furono in 56 a portare a termine il percorso.

## Ordine d'arrivo (Top 10)
| Pos. | Corridore          | Squadra         | Tempo    |
| ---- | ------------------ | --------------- | -------- |
| 1    | Renaud Dion        | AG2R Prév.      | 4h39'03" |
| 2    | Philippe Gilbert   | F. des Jeux     | a 11"    |
| 3    | Matti Breschel     | CSC             | s.t.     |
| 4    | Cedric Coutouly    | Agritubel       | s.t.     |
| 5    | Mark Scanlon       | AG2R Prév.      | s.t.     |
| 6    | Frédéric Amorison  | Landbouwkrediet | a 20"    |
| 7    | Matthieu Ladagnous | F. des Jeux     | a 1'38"  |
| 8    | Igor Abakoumov     | Jartazi         | s.t.     |
| 9    | Laurent Mangel     | AG2R Prév.      | s.t.     |
| 10   | Nico Sijmens       | Landbouwkrediet | a 1'40"  |